# Gestão da informação
Gestão da informação (GI) diz respeito a um ciclo de atividade organizacional: a aquisição de informações a partir de uma ou mais fontes, a custódia e a distribuição de informações para aqueles que precisam, e a sua melhor disposição através de arquivamento ou eliminação. Todavia, a área responsável pelo gerenciamento e administração dos dados gerados por uma empresa é a gestão da informação.
A gestão refere-se ao processo de se conseguir obter resultados (bens ou serviços) com a participação de outras pessoas. Pressupõem a existência de uma organização, isto é, várias pessoas que desenvolvem uma atividade em conjunto para melhorem atingirem objetivos comuns. Ou seja, gestão significa gerenciamento, administração, onde existe uma instituição, uma empresa, uma entidade social de pessoas, a ser gerida ou administrada. Logo, a gestão moderna exige que a tomada de decisão seja feita com o máximo de informação.
Informação é um conjunto de dados organizados, que possam construir referências sobre um determinado fato ou fenômeno. Por meio dela resolvemos problemas e tomamos decisões, pois o seu uso racional é base do conhecimento. Podemos dizer também que informação é descrito como dados estruturados, organizados e processados, apresentados dentro do contexto, o que torna relevante e útil para a pessoa que o deseja. A informação tornou-se uma necessidade crescente para qualquer setor da actividade humana e é indispensável mesmo que a procura não seja ordenada ou sistemática, mas resultante apenas de decisões intuitivas.
Há vários conceitos de gestão da informação que surgiram desde o fenômeno da "explosão informacional" pós II guerra mundial. Segundo Valentim (2004) a gestão da informação é uma atividade estratégica com o objetivo de identificação e mapeamento das necessidades de informações dos usuários, proporcionando o suporte necessário para o desenvolvimento das atividades em uma organização ou qualquer outro contexto que estiver inserido.
A importância da Gestão da Informação se relaciona ao fato da "informação [ser] um ativo imprescindível para qualquer organização, independente da sua dimensão ou área de atuação." O seu principal objetivo é identificar e potencializar recursos informacionais de uma organização ou empresa e sua capacidade de informação, ensinando-a aprender e adaptar-se a mudanças ambientais (TARAPANOFF, 2006, p.22). 
Para Choo (2003) o principal objetivo da gestão da informação é o aproveitamento de habilidades e recursos de maneira com que os indivíduos da organização aprendam e se adaptem aos novos contextos internos e de mercado, por exemplo.
A gestão da informação envolve todos os conceitos genéricos de gestão, incluindo: planejamento, organização, estruturação, processamento, controle, avaliação e relatório de atividades de informação, tudo o que é necessário para satisfazer as necessidades de quem possui papel organizacional ou funções que dependem de informações. Esses conceitos genéricos permitem que a informação seja apresentada para o público ou para o grupo de pessoas correto. Depois de os indivíduos serem capazes de colocar essa informação em uso, esta então ganha mais valor.
Ademais, ela é fortemente relacionada, e até mesmo se sobrepõe, à gestão de dados, sistemas, tecnologia, processos e – onde a disponibilidade de informações é fundamental para o sucesso organizacional – estratégia. Essa visão ampla do campo da gestão da informação contrasta com a anterior, mais tradicional, de que o ciclo de vida da gestão de informações é uma questão operacional que requer procedimentos específicos, capacidades organizacionais e normas que tratam a informação como um produto ou um serviço.
O ciclo de atividade organizacional da informação envolve uma variedade de partes interessadas, como: aqueles que são responsáveis por assegurar a qualidade, a acessibilidade e utilidade das informações adquiridas; aqueles que são os responsáveis pelos seus armazenamento e descarte seguros; e aqueles que precisam dela para tomada de decisão. As partes interessadas podem ter direitos originários, alterar, distribuir ou apagar informação de acordo com as informações organizacionais de gestão de políticas.
Na gestão da informação há necessidades de informação que devem estar centradas no usuário, sendo importante certificar não apenas quais informações são necessárias, mas também o seu contexto, como vão ser utilizadas, quais propósitos visam atender, etc. Todos (pessoas, empresas) recebem informações, sendo que as fontes de informações disponíveis são inúmeras e variadas, tanto formais como informais, o que torna complexo o processo de aquisição. Tornando um exemplo de que ao longo do expediente, as equipes de trabalho têm acesso a dados (e, consequentemente, informações) de uma serie de lugares, sendo que as informações mais valiosas estão ligadas aos consumidores. São dados sobre recorrência de compras, nível de lealdade e números de reclamações, assim como feedbacks qualitativos sobre toda experiência de consumo e satisfação com o atendimento.
A organização e o armanezamento da informação são realizados quase sempre com a utilização da tecnologia de informação. Todavia, a tecnologia de informação têm tido um rápido desenvolvimento e, é capaz de tratar e recuperar as informações com agilidade. No entanto, sendo o uso da informação um processo social, dinâmico e interativo muitas vezes as informações chegam para nós prontas e completas e devemos procurar meios para quais elas se tornam utéis para nós, e uma das formas é buscar mais informações.
- Os responsáveis pela Gestão da Informação em uma organização são os Gestores ou Profissionais da informação.
Ver também
- Records management
- Gestão do conhecimento
- Tecnologia da informação
- Sistema de informação
- Gerência de projetos
- Processo de negócio
- Balanced scorecard
- Gestão estratégica de empresas
- Gestão de conteúdo